# Шведска шибица
Шведска Шибица је Шведска компанија која се налази у Стокхолму, она се бави производњом снуса, дувана за жвакање и сличних производа од дувана без дима. Компанија такође прави Цигарете, шибице и упаљаче као и бријаче, батерије, сијалице и чачкалице за зубе. Компанија се налази у девет држава и запошљава 4488 радника. Производи се продају у више од 100 држава широм света.
Удео Шведске Шибице се налази на Нздак Стокхолм, од 1996. године, са симболом СВМА. То је конституент ОМХ Стокхолм 30 и ОМХ ГЕС. 2015. године, око 60 процената трговина су одрађене у Наздак Стокхолму, 25 процената у Чи-икс, 11 процената на Тиркиз платформи за трговину, 3 процената БАТС глобалној трговини. Група има укупну количину продаја од 14486 МСЕК и профит од продукта од 3690 МСЕК. Снус се рачуна као 35 процената продаје и 54 процената целокупне компаније.

## Историја
Шведска Шибица је основана комбинацијом две компаније Свенска Тобаксмонополет, дувански монопол у поседству Шведске државе који је основан 1915, и Свенска Тандстикс Актиеболагет (СТАБ), компанија која производи шибице, основана 1917 године од стране Ивар Краугер—а (поѕнатијим под називом "Краљ Шибица").
1992 године, дуванска индустрија и индустрија за производњу упаљача су се придружиле у Прокордија групу. Две године касније, спојене су у једну независну компанију која се зове Шведска Шибица.

### АБ Свенска Тобаксмонополет
1915. године, Шведска влада овновала је АБ Свенска Тобаксмонополет и ставила све дуванске продукцијске планове у састав државне производње. Монопол је представљен да би финансирао државу и њену војну одбрану и нови национални пензиони систем.
Током 1960-их увоз и извоз дувана је обустављен у Шведској. Свенска Тобаксмонополет је конвертована у нову државну компанију под називом Свенска Добакс АБ. 1971. године, власнисштво је додељено Статсфоретаг, Шведски Републички фонд за здравствено осигурање, који је 1984. године постао Прокордија.
Као резултат укиданја монопола, да би се проширило тржиште, куплјене су компаније Елизабет Бас/Ла Паз (ЕБАС), Пинкертон Дуванска Компанија и Њилем други измедју 1968 и 1989.

### Свенска Тандстикс АБ (СТАБ)
1917. године, Ивар Креугер је основао Свенска Тандстикс Актиеболагет у Јонкопинг-у (такође познатијим под називом "Град шибица").
Проширивајући се придобијањем монопола од стране владе позајмљивањем новца и спајањем са британском фирмом Брајант и Мај 1927. године, постала је највећа компанија за производњу шибица на свету.
1930. године, компанија је контролисала 60 процената светске продукције шибица и била је једини власник компанија у 33 државе.

### Шведска Шибица АB
1992. године, компанија Прокордија је преузела бизнис у производнји шибица и упаљача под називом Шведска Шибица.
1999. године, компанија је продала своју производњу цигарета компанији Аустрија Табак али је и даље била активни дистрибутер цигарета за шведско тржиште.
Те исте године, Шведска Шибица је проширила своју корпорацију са PT. Java Match Factory (Jamafac), највећим произвођачем шибица у Индонезији, да би ојачала свој положај у производњи за Југоисточну Азију. Јамафак сада поседује договор са Шведском Шибицом да прави шибице и дистрибуира Крикет упаљаче у Индонезији.
2010. године, Шведска Шибица и Скандинавија Тобако Груп (СТГ) су формирале нову компанију која почиње да се бави производњом цигарета. Шведска Шибица је донела свој целокупни бизнис са цигаретама (осим америчке производње) у нову компанију, док је СТГ пребацио целокупан бизнис са дуваном. Нови бизнис је именован Скандинавиан Тобако Груп. Шведска Шибица је постала партнер са 49 процената компаније, док остатак поседује Скандинависк Холдинг А/С.A/S.

## Операције
Снус, цигарете, дуван за жвакање, шибице и упаљачи су главни производи компаније Шведска Шибица. Они се развијају, производе и извозе, рекламирају и продају кроз 5 главних операционих јединица компаније. Компанија се такође бави и производњом чачкалица за зубе, сијалица, жилета за бразилско тржиште.
- Скандинавска дивизија
- Америчка дивизија
- Светиљке Латино Америка
- Светиљке Интернационал
- СМД Логистика АБ

### Скандинавска дивиѕија
Задужена је за снабдевни ланац за бездимне производе од дувана (снус, дуван за жвакање). Такође је главна у производњи, развијању производа, маркетингу и продаји снуса у Шведској и Норвешкој. Главни штаб је лоциран у Шведској

### Америчка дивизија
Ова дивизија бави се продајом и маркетингом снуса и дувана за жваканје у Америци. Такође се бави маркетингом и производњом за америчко тржиште. Главно седиште је у Овенсборо, Кентаки.

### Светиљке Латино Америка
Бави се производњом шибица и упаљача у Латино Америци. Такође продаје жилете, батерије, сијалице, чачкалице. Главна канцеларија се налази у Бразилу.

### Светиљке Интернационал
Бави се производњом упаљача и шибица у Холандији, Филипинима и Шведској. Дивизија такође продаје ове производе и ван Америке. Главна канцеларија је у Шведској.

### Партнерства
Шведска Шибица има два партнерства: СМРМ Интернационал и Скандинавиан Тобако Груп. СМРМ Интернационал је компанија која је подједнако у поседству Шведске Шибице и Филип Мориса. Компанија продаје и рекламира снус ван Скандинавије и Америке. Скандинавиан тобако груп, од које Шведска Шибица поседује 49 процената, је специализована за цигарете, дуван за луле и фино резани дуван.

## Операционе локације и фабрике
Шведска Шибица производи у девет дрзава и има продукционе јединице у наредних шест: Бразил, Доминиканска Република, Холандија, Филипини, Шведска и Сједињене Америчке Државе. Компанија има 12 фабрика, од којих 10, у 2013, има ISO 9001 и ISO 14001 сертификације.
Табела испод представља преглед операција компаније од 2014. године.
| Држава                 | Активности                                                        | Фабрика          | Број запослених |
| ---------------------- | ----------------------------------------------------------------- | ---------------- | --------------- |
| Шведска                | Главна канцеларија, продукционе јединице и канцеларије за продају | Снус, шибице     | 1,038           |
| САД                    | Продукционе јединице и канцеларије за продају                     | Дуван за жвакање | 1,147           |
| Доминиканска Република | Продукциона јединица                                              | Цигарете         | 1,101           |
| Бразил                 | Продукционе јединице и канцеларије за продају                     | Светиљке         | 672             |
| Филипини               | продукционе јединице и канцеларије за продају                     | Светиљке         | 268             |
| Холандија              | Продукциона јединица                                              | Светиљке         | 101             |
| Норвешка               | Канцеларије за продају                                            | Нема             | 48              |
| Турска                 | Канцеларије за продају                                            | Нема             | 15              |
| Белгија                | Складиште и канцеларије за људске односе                          | Нема             | 3               |

### Производња шибица и упаљача
Шибице проиѕведене у Шведској Шибици су Шибица Сигурносне шибице и производе се у Шведској и Бразилу. 40 процената производа се продаје у Европи а 60 процената у Африци, Централној Америци, Карибима, Океанији и Средњем истоку. Шведски погони су лоцирани у Тидахолм-у и Ветланд-у.
У бразилу, 95 процената консумпције дрва за шибице и кутије за шибице је из Шведсе плантације које су део бразилског пројекта за обнову шума. Бразилски погон за производнју шибица (Куритиба и Пиари до Сул) нису сертификовани од стране ИСО.
Шведска Шибица производи упаљаче и у Филипинима, Холандији и Бразилу. Главни бренд за упаљаче ове компаније, Крикет, се производи према ИСО 9994:2006 и ЕН13869 (отпорност на децу), који су обавезни у Европска комисија за економију.

## Радно место и безбедност
2014. године, Шведска Шибица запослила је 4395 људи од којих су 37 процената жене. у 2014. години, 75 процената запосленихсу били базирани или у САД, Шведској или у Доминиканској Републици.
Сви објекти за производњу имау комитете за зажтиту и здравље који пружају тренинге за заштиту својим запосленима.
Ова таблица представља податке о запосленима за 2011, 2012, 2013 и 2014. годину.
| Здравље и заштита                                                     | 2014      | 2013      | 2012      | 2011      |
| --------------------------------------------------------------------- | --------- | --------- | --------- | --------- |
| Укупан број радних сати по години                                     | 8,807,576 | 9,020,184 | 8,696,129 | 7,991,220 |
| Укупан број повреда и незгода (не укључујући ситне повреде и незгоде) | 88        | 132       | 77        | 63        |
| Укупан број болесних                                                  | 5         | 7         | 8         | 19        |
| Укупан број смртних случајева због болести, повреда, неѕгода          | 0         | 0         | 0         | 0         |

## Окружење
Шведска Шибица тврди у свом годишњем извештају да се труд за окрзжење базира на потрошњи енергије, електричној енергији, отпаду, потрошњи воде у производњи, пуштање штетних гасова.

## Интернационално проширење
Од фебруара 2009. године, објављено је да је Шведска Шибица колаборирала са Филип Морис Интернационал, ефикасно тестирајући разна интернационална тржишта. Њихов циљ био је да се прошири линије бездимних производа ван САД и скандинавског тржишта. Колаборација је тестирана на тржиштима у Тел Авив-у Израел-у, Тајвану...

## Главни људи
Ларс Далгрен (рођен 1970. године) је председник Шведске Шибице. Кони Карлсон (1955) је главни одборник од 2007. године и члан одбора од 2006.
Од годишњег генералног састанка 2014. године, Шведска Шибица има следеће управнике одбора:
| Име                 | Година рођења | Позиција                 | Година одабира |
| ------------------- | ------------- | ------------------------ | -------------- |
| Кони Карлсон        | 1955          | Заседник одбора          | 2007           |
| Андреј Крипс        | 1957          | Заменик заседника одбора | 2006           |
| Чарлс А. Бликст     | 1951          | Члан одбора              | 2015           |
| Венч Ролфсен        | 1952          | Члан одбора              | 2013           |
| Јаскилин Хогербруж  | 1963          | Члан одбора              | 2015           |
| Мег Тивеус          | 1943          | Члан одбора              | 1999           |
| Јоаким Вест         | 1961          | Члан одбора              | 2011           |
| Кенет Ек            | 1953          | Представник запослених   | 1999           |
| Патрик Енгелбрексон | 1965          | Представник запослених   | 2012           |
| Ева Ларсон          | 1958          | Представник запослених   | 1999           |
| Јоаким Андерсон     | 1970          | Deputy                   | 2013           |
| Ева Норлен-Мортиз   | 1960          | Заменик                  | 2010           |
| Герт-Инге Ранг      | 1954          | Заменик                  | 2007           |

Председник и Главни извршни директор:
Ленарт Сунден, 1998-2004
Свен Хиндрикес, 2004-2008
Ларс Далгрен, 2008-